# Huayuri
Huayuri son las ruinas de un vasto asentamiento pre Inca en la costa Perú. Se estima el mismo estuvo operativo entre los años 1100 al 1476. La ciudad fue establecida por la etnia Poroma durante el reino Ica Chincha. Las ruinas se encuentran ubicadas en la Quebrada de Santa Cruz, Provincia de Palpa, Departamento de Ica, en cercanías del río Santa Cruz. 
De las ruinas se estima que Huayuri tuvo una población de unos 5000 habitantes, y las ruinas comprenden diversas construcciones entre las que se identifican  templos, plazas, edificios administrativos, todos ellos en un traza de calles estrechas. Los estudios arqueológicos realizados indican que es probable que la ciudad tuvo su momento de apogeo luego de que la cultura Nazca se extinguiera y previo al arribo de los Incas. El material encontrado hace pensar que el sitio también fue ocupado por los Incas.

## Abandono
Huayuri alcanzó su máxima población entre los años 1150 y 1450 de nuestra era. La evidencia arqueológica indica que la recolección de la lluvia comenzó en Huayuri entre 1260 y 1290 CE y se convirtió en impracticable en el siglo XVI, cuando la aridez de la región se intensificó y las lluvias se volvieron extremadamente raras. Huayuri quedó bajo la influencia o el control del Imperio Inca en la década de 1470 y posiblemente todavía estaba ocupado cuando comenzó la conquista española del Perú.  Las epidemias de enfermedades europeas, que comenzaron en la década de 1520 y mataron a un gran porcentaje de los pueblos indígenas del Perú, pueden haber contribuido al abandono del sitio. 